# Kinge Pricker
Kinge Pricker (Gieten (Drenthe), 12 november 1981) is een Nederlands langebaanschaatsster. Tussen 2002 en 2005 nam ze meermaals deel aan de NK Afstanden, de NK Sprint en de NK Allround. Na 2006 verdween ze uit de schaatswereld om zich volledig te kunnen richten op haar studie geneeskunde. In 2007 is ze afgestudeerd en heeft zich daarna gespecialiseerd als spoedeisende hulp arts. Ze is getrouwd en moeder van 3 kinderen.

## Records

### Persoonlijke records[4]
| Afstand    | Tijd    | Datum           | Baan       |
| ---------- | ------- | --------------- | ---------- |
| 500 meter  | 41,37   | 11 maart 2004   | Calgary    |
| 1000 meter | 1.21,01 | 13 maart 2004   | Calgary    |
| 1500 meter | 2.02,52 | 12 maart 2004   | Calgary    |
| 3000 meter | 4.27,62 | 16 januari 2005 | Heerenveen |
| 5000 meter | 7.46,70 | 12 maart 2004   | Calgary    |